# Liste der Monuments historiques in Mondement-Montgivroux
Die Liste der Monuments historiques in Mondement-Montgivroux führt die Monuments historiques in der französischen Gemeinde Mondement-Montgivroux auf.

## Liste der Immobilien
| Bezeichnung                                  | Beschreibung | Standort                           | Kennzeichnung | Schutzstatus | Datum | Bild           |
| -------------------------------------------- | --- | ---------------------------------- | ------------- | ------------ | ----- | -------------- |
| Monument national de la Victoire de la Marne | Siegesdenkmal der Ersten Marneschlacht; roter Betonpfeiler, zwischen 1931 und 1937 errichtet, Architekt Paul Bigot, Bildhauer Henri Bouchard | Rue du General Humbert (Lage)      | PA00078924    | Classé       | 1991  | weitere Bilder |
| Kirche Asomption-de-la-Vierge                | aus dem 16. Jahrhundert, nach dem Ersten Weltkrieg vereinfacht wiederhergestellt                                                             | Place du Commandant Gauvain (Lage) | PA51000026    | Inscrit      | 2017  | weitere Bilder |

## Liste der Objekte
| Bezeichnung                                                | Beschreibung                                      | Standort                                    | Kennzeichnung | Schutzstatus | Datum | Bild |
| ---------------------------------------------------------- | ------------------------------------------------- | ------------------------------------------- | ------------- | ------------ | ----- | ---- |
| Fragmente eines Retabels                                   | Holz, farbig gefasst, 18. Jahrhundert             | in der Kirche Asomption-de-la-Vierge (Lage) | PM51003391    | Inscrit      | 1998  |      |
| Zwei Skulpturen: Heilige Scholastika und heiliger Benedikt | Holz, 17. oder 18. Jahrhundert                    | in der Kirche Asomption-de-la-Vierge (Lage) | PM51002894    | Inscrit      | 1978  |      |
| Gemälde Kreuzabnahme                                       | Ölfarbe auf Leinwand, Holzrahmen, 18. Jahrhundert | in der Kirche Asomption-de-la-Vierge (Lage) | PM51003390    | Inscrit      | 1998  |      |